# جوائز بي إي تي
أنشئت جائزة بي إي تي في عام 2001، من قبل شبكة التلفزيون السوداء للترفيه للاحتفال الأميركيين الأفارقة والأقليات الأخرى في الموسيقى والتمثيل والرياضة، وغيرها من مجالات الترفيه على مدار العام الماضي، يتم تقديم الجوائز سنويا ويبث مباشرة على (قناة بي أي تي).

## روابط خارجية
- جوائز بي إي تي على موقع IMDb (الإنجليزية)
- جوائز بي إي تي على موقع ميوزك برينز (الإنجليزية)
- جوائز بي إي تي على موقع قاعدة بيانات الفيلم (الإنجليزية)